# La Droite forte
Pour les articles homonymes, voir Forte.
Ne doit pas être confondu avec La Droite sociale ou La Droite populaire.
La Droite forte est un ancien parti politique français créé en juillet 2012 par Guillaume Peltier et Geoffroy Didier, constituant l'un des courants de l'UMP puis des Républicains. Il était lié à l'association La Droite républicaine, créée à la même époque. Il est dissous en juillet 2018.
Le nom du courant fait référence au slogan de Nicolas Sarkozy à l'occasion de l'élection présidentielle d'avril-mai 2012 (« La France forte ») et tend à s'opposer à une éventuelle « droite molle » implicitement dénoncée.
En 2012, il était l'un des cinq principaux mouvements de l'UMP, avec « Le Gaullisme, une voie d'avenir pour la France », « La Droite sociale », « France moderne et humaniste » et « La Droite populaire ».

## Programme
La profession de foi du courant indique que ses promoteurs sont « attachés au patriotisme, au mérite, au travail comme à l’effort […], à l’autorité républicaine, au soutien aux PME, à la lutte contre les fraudes et l’assistanat, à la souveraineté et à la maîtrise de notre destin », avec comme objectif de « réconcilier la droite avec le peuple ».
Elle ajoute que « le salut de la droite passe par le rassemblement de nos millions de compatriotes des classes moyennes, des catégories populaires, de la France périurbaine et rurale qui souffrent de déclassement social et identitaire et qui sont les grands perdants de la mondialisation. Nous souhaitons offrir à la majorité silencieuse une perspective d’espérance à travers une droite juste, forte, populaire et protectrice » .
En octobre 2012, Guillaume Peltier a créé la polémique en proposant de réserver, dans l'audiovisuel public, des postes de journalistes à des « journalistes de droite » , en proposant de supprimer le financement public des syndicats, puis en proposant de réformer, voire de supprimer, le droit de grève des enseignants .
Parmi les autres propositions les plus plébiscitées, on relève également la transformation en vingt ans des logements sociaux en « propriétés sociales » ou l'octroi de cinquante mille euros à une PME embauchant un chômeur.
Philippe Lamy juge que le courant s'inspire « des thèses du Club de l'horloge sur l'immigration et l'identité nationale ».

## Dissolution
La Droite forte est dissoute le 12 juillet 2018.

## Importance au sein de l'UMP
Les dirigeants du courant ont déposé une motion à l'occasion du Congrès de l'Union pour un mouvement populaire de 2012. Les adhérents la placent en tête, avec 27,77 % des voix,. Les idées proposées par ce courant sont décriées parfois au sein même de l'UMP, où l'on reproche des « idées extrémistes sous un vernis marketing », une « conception hors sol de la politique » . Au contraire, Geoffroy Didier note : « Les humanistes de Raffarin étaient parrainés par 140 parlementaires. Ils ont fait 18 %. Nous, 28 % avec 18 parlementaires. C’est la démonstration de la fracture entre la base et les grands élus ».

## Collectif Horizon
En vue de la primaire de la droite et du centre de 2016, le mouvement La Droite Forte lance en mars le "Collectif Horizon", en s'alliant avec l'UNI, syndicat étudiant de droite proche de LR, et Sens commun, un mouvement politique de droite conservatrice et issu de la Manif pour Tous, alors devenu puissant au sein du parti Les Républicains. Cependant, le collectif n'a pas duré : la presse ne le mentionne plus depuis avril 2016, et le compte Twitter officiel du collectif n'est plus actif depuis juillet 2017,.

## Principales personnalités (liste non exhaustive)

### Animateurs du courant
- Guillaume Peltier (vice-président de l'UMP)
- Geoffroy Didier (conseiller régional d'Île-de-France et secrétaire général adjoint de l'UMP)
- Camille Bedin (secrétaire générale adjointe de l'UMP)
- Yannick Moreau (député de la Vendée, délégué national à la mer et à la pêche de l'UMP)

### Personnalités soutenant le courant
Cette liste est établie à partir d'informations issues du site du parti.
Par ordre alphabétique
- Bernard Accoyer (député de la 1re circonscription de la Haute-Savoie et maire d'Annecy-le-Vieux)
- Jean-Pierre Audy (eurodéputé du Massif central-Centre)
- Joël Billard (sénateur d'Eure-et-Loir, maire et conseiller général de Bonneval)
- Philippe Briand (député de la 5e circonscription d'Indre-et-Loire et maire de Saint-Cyr-sur-Loire)
- Bernard Brochand (député de la 8e circonscription des Alpes-Maritimes et maire de Cannes)
- Pierre Charon (sénateur de Paris et conseiller de Paris)
- Roland Chassain (maire et conseiller général des Saintes-Maries-de-la-Mer, Bouches-du-Rhône)
- Édouard Courtial (député de la 7e circonscription de l'Oise et maire d'Agnetz)
- Éric Doligé (président du conseil général du Loiret, maire et conseiller général de Meung-sur-Loire et sénateur du Loiret)
- Yves Foulon (maire d'Arcachon)
- Jean-Paul Fournier (sénateur du Gard, maire de Nîmes et vice-président de l'UMP)
- Sauveur Gandolfi-Scheit (député de la 1re circonscription de Haute-Corse et maire de Biguglia)
- Constance Le Grip (eurodéputée d'Île-de-France)
- Brice Hortefeux (eurodéputé du Massif central-Centre, ancien ministre de l'Intérieur, de l'Outre-mer, des Collectivités territoriales et de l'Immigration)
- Alain Marleix (député de la 2e circonscription du Cantal)
- Olivier Marleix (député de la 2e circonscription d'Eure-et-Loir et conseiller général d'Eure-et-Loir, maire d'Anet)
- Alain Milon (sénateur de Vaucluse)
- Albéric de Montgolfier (sénateur, conseiller général du canton d'Orgères-en-Beauce et président du conseil général d'Eure-et-Loir)
- Alain Moyne-Bressand (député de la 6e circonscription de l'Isère et conseiller général et maire de Crémieu)
- Camille de Rocca Serra (député de la 2e circonscription de Corse-du-Sud)
- Michèle Tabarot (députée de la 9e circonscription des Alpes-Maritimes, maire et conseillère générale du Cannet et secrétaire générale de l'UMP)
- Jean-Charles Taugourdeau (député de la 3e circonscription de Maine-et-Loire et maire de Beaufort-en-Vallée)

### Autres
Bernard Accoyer et Philippe Briand ont parrainé la motion « La Droite forte » tout en votant pour « Le Gaullisme, une voie d’avenir pour la France ». Michèle Tabarot, Bernard Brochand et Joël Billard ont également parrainé la motion « France moderne et humaniste ». Joël Billard, Jean-Pierre Audy, Constance Le Grip et Bernard Brochand ont soutenu également la motion « La Droite sociale ». Roland Chassain et Sauveur Gandolfi-Scheit ont aussi parrainé la motion « La Droite populaire ».
L'ancien conseiller de l'Élysée Patrick Buisson a également apporté son soutien à La Droite forte. L'ancien ministre de l'Intérieur Claude Guéant a également rejoint le courant en février 2013.